# Alfred Galichon
Alfred Galichon (né le 4 mai 1977 à Paris) est un haut fonctionnaire français, universitaire, ingénieur, économiste et mathématicien.
Depuis 2015, il est professeur à l'université de New York, dont il dirige également l’implantation parisienne (en). Auparavant, il a été professeur à l’École Polytechnique puis à l’IEP de Paris.

## Biographie

### Famille et formation
Alfred Galichon naît le 4 mai 1977 à Paris. Il est fils de Jean-Marie Galichon, expert-comptable, et d’Anne Robichez, enseignante. Il est le petit-neveu de l’ambassadeur Georges Galichon, et le frère du professeur de médecine Pierre Galichon. Il est père de trois enfants.
Il effectue ses études secondaires aux lycées Janson-de-Sailly et Louis-Le-Grand à Paris, Alfred Galichon intègre l’école Polytechnique (promotion 1997) dont il sort classé 3ème, ce qui lui permet d’entrer au Corps des mines. Pendant ses études, il est la cheville ouvrière de Visa-Math, établissement scolaire spécialisé dans les classes préparatoires.
Après une première expérience professionnelle au sein des marchés de taux de la banque Goldman Sachs, dans les ateliers de maintenance de la compagnie Air France, et à la direction de la performance du groupe Lafarge, il effectue la scolarité de l’école des Mines de Paris dont il est diplômé en 2003. Son mémoire de fin d’étude sur les manipulations comptables d’Enron conduit à la publication d’un essai chez Odile Jacob (en collaboration).
En 2007 il soutient une thèse de doctorat en économie de l’université Harvard portant sur l’application des méthodes de transport optimal à l’économétrie.

### Carrière universitaire
Alfred Galichon est professeur chargé de cours de 2007 à 2011 puis à partir de 2011 professeur de plein exercice à l’École Polytechnique, ce qui en fait à 34 ans au moment de sa nomination un des plus jeunes professeurs de l’histoire de cette école.
De 2011 à 2015 il est professeur à l’IEP de Paris.
En 2015, il rejoint la New York University où il est professeur au sein des départements d'économie (Art and Science) et de mathématiques (Courant Institute).
En septembre 2018, il prend la direction de l'implantation parisienne de l'université de New York (en), qui accueille plus de 300 étudiants par semestre.

### Travaux
Alfred Galichon est l’auteur d’une quarantaine d’articles publiés dans des revues académiques, dont Econometrica, Review of Economic Studies, Journal of Political Economy, et Annals of Statistics. Il est notamment le co-inventeur de la régression de quantile vectorielle, une technique d’estimation multivariée, de l’estimation des affinités appariement, et de l’approche par le transport de masse de l’inversion des modèles de demande. Il est l'un des pionniers de la théorie du transport martingale. Ses recherches ont fait à deux reprises l'objet de financements de l'European Research Council (ERC), ainsi que de la National Science Foundation (NSF, 2017-2020), pour un montant total accordé de près de 3 million d'Euros.
Il est également l’auteur de deux ouvrages:
- L’information financière en crise (avec N. Véron et M. Autret). Odile Jacob, 2004. Traduction anglaise: Smoke and Mirrors Inc. (traduit par George Holoch). Cornell University Press[6].
- Optimal Transport Methods in Economics. Princeton University Press, 2016[12].

### Enseignement
Alfred Galichon crée les masterclasses « math+econ+code », un enseignement pédagogique innovant mêlant mathématiques, économie et informatique, orienté sur le traitement des données, et prenant modèle sur les cours de cuisine.

## Distinctions
En 2009 il est nommé pour le prix Le Monde-Cercle des Économistes du meilleur jeune économiste français.
En 2013 il est élu « Research Fellow » du CEPR, et en 2014 « Fellow » de l’IZA.
En 2015 il reçoit le prix Edmond Malinvaud de l’Association Française de Sciences Économiques.
En 2018 il est sélectionné parmi les « Young Leaders » de la Fondation Franco-Américaine.
En 2019 il est élu « Economic Theory Fellow », et en 2020, « Fellow of the Econometric Society ».
Il est régulièrement invité à des congrès internationaux comme « keynote speaker »,.

## Publications principales
Ouvrages:
Galichon, A. (2018). Optimal transport methods in economics. Princeton University Press.
Véron, N., Autret, M., & Galichon, A. (2006). Smoke and mirrors, inc.: Accounting for capitalism (G. Holoch, Trans.; 1st edition). Cornell University Press. [Traduction de la version française: Véron, N., Autret, M., & Galichon, A. (2004). L’information financière en crise. Odile Jacob.]
Articles scientifiques:
Chernozhukov, V., Fernández-Val, I., & Galichon, A. (2009). Improving point and interval estimators of monotone functions by rearrangement. Biometrika, 96(3), 559–575.
Chernozhukov, V., Fernández-Val, I., & Galichon, A. (2010). Quantile and probability curves without crossing. Econometrica, 78(3), 1093–1125.
Dupuy, A., & Galichon, A. (2014). Personality traits and the marriage market. Journal of Political Economy, 122(6), 1271–1319.
Galichon, A., Henry-Labordère, P., &  Touzi, N. (2014). A  stochastic  control  approach to  no-arbitrage  bounds  given  marginals, with  an  application  to  lookback  options. The Annals of Applied Probability, 24(1), 312–336.
Galichon, A., & Henry, M. (2011). Set identification in models with multiple equilibria. The Review of Economic Studies, 78(4), 1264–1298.
Galichon, A., & Salanie, B. (2020). Cupid’s invisible hand: Social surplus and identification  in  matching  models. Social Science Research Network (SSRN Scholarly Paper ID: 1804623). Rochester, NY.